# 2121
Năm 2121. Trong lịch Gregory, nó sẽ là năm thứ 2121 của Công nguyên hay của Anno Domini; năm thứ 121 của thiên niên kỷ thứ 3 và năm thứ 21 của thế kỷ 22; và năm thứ hai của thập niên 2120.